# Chase (Alaska)
Chase è un CDP degli Stati Uniti d'America, situato nello Stato dell'Alaska e in particolare nel Borough di Matanuska-Susitna.